# Programma Socrates
Il Programma Socrates è stata un'iniziativa della Commissione europea in campo educativo. Il primo programma Socrates si svolse dal 1994 al 31 dicembre 1999, e fu sostituito dal Programma Socrates II dal 24 gennaio 2000 al 2006. Questo, a sua volta, è stato sostituito dal Programma di apprendimento permanente 2007-2013. 
I 31 Paesi che hanno partecipato al programma erano i 25 Paesi dell'Unione europea, i Paesi candidati all'adesione, Romania e Bulgaria; Islanda, Liechtenstein, Norvegia e Turchia.
Il programma prende il nome dal filosofo greco Socrate.
Gli obiettivi del programma erano :
- rafforzare la dimensione europea a tutti i livelli e agevolare un ampio accesso transnazionale alle risorse educative in Europa, promuovendo nel contempo le pari opportunità in tutti i settori dell'istruzione,
- promuovere un miglioramento quantitativo e qualitativo della conoscenza delle lingue dell'Unione europea, in particolare quelle meno diffuse ed insegnate,
- promuovere la cooperazione e la mobilità, in particolare 
  - stimolando scambi fra istituti di istruzione,
  - incoraggiando l'istruzione aperta e a distanza,
  - introducendo dei miglioramenti nel sistema di riconoscimento dei diplomi e dei periodi di studio,
  - aumentando lo scambio di informazioni e contribuendo a rimuovere gli ostacoli esistenti al riguardo,
- incoraggiare le innovazioni nello sviluppo di prassi e materiali didattici, nonché esaminare questioni di interesse comune in ambiti di politica educativa".